# MIDVA
MIDVA (Mobles i Decoració de la Vivenda Actual), fou una empresa i exposició permanent fundada pels socis directors del col·lectiu d'arquitectes GATCPAC. Es va inaugurar el 1931 al local del col·lectiu al Passeig de Gràcia de Barcelona, per tal de difondre el seu ideari sobre el disseny i l'arquitectura d'avantguarda. El local va ser clausurat a la força el 1939 per les forces falangistes que van guanyar la Guerra Civil espanyola.

## Història
El MIDVA va ser impulsat pel GATCPAC (Grup d'Arquitectes i Tècnics Catalans per a l'Arquitectura Contemporània) fundat pels arquitectes Josep Lluís Sert, Sixte Illescas, Josep Torres i Clavé, Joan Baptista Subirana, Manuel Subiño, Cristòfor Alzamora i Germà Rodríguez i Arias. El local del GATCPAC va ser dissenyat per Rodríguez Arias i Illescas i es va inaugurar el 13 d'abril del 1931 al número 99 de Passeig de Gràcia cantonada amb el Carrer Rossellò, un dia abans que es proclamés la Segona República Espanyola.
El MIDVA va sorgir en un context històric marcat per la nova república en el qual es multipliquen les iniciatives socials, culturals i estètiques vinculades a nous models ideològics. MIDVA va ser l'aparador que permetia mostrar, en el camp de l'habitatge, els nous progràmes estètics i d'estil de vida emparentats amb l'arquitectura i disseny internacional. A més, va ser una mitjà que va contribuir a desenvolupar una oferta tecnològicament innovadora de productes i equipament per a la construcció.
Principalment era una seu que funcionava com a botiga on s'exposaven tres tipologies de peces: una selecció de mobles de tradició popular que tot i que ja es trobaven al mercat podien adaptarse a la comanda dels clients; models originals de fabricants nacionals i estrangeres, destacats pel seu disseny modern; i, a partir de 1931, el catàleg de “Mobles Model GATCPAC” dissenyats pels mateixos socis del MIDVA que eren produïts per encàrrec.
El local, a més, exercia com a punt de trobada dels membres de GATCPAC. En aquestes trobades es tractaven assumptes interns del col·lectiu, s'organitzaven exposicions temporals i s'acollia als correligionaris del col·lectiu ADLAN, del que Josep Lluís Sert n'era un dels fundadors.
El MIDVA va participar al primer Saló de Decoradors de Barcelona, organitzat pel FAD (Foment de les Arts Decoratives), a la cúpula dels cinemes Coliseum el 1936. L'estand representava una terrassa exterior, amb parets pintades de tons clars, mobiliari de fusta envernissada i trenat de cordill de palmera. També hi havia exposada una pintura de Joan Miró sobre una placa d'uralita.
El 27 d'abril del 1939, el local va ser ocupat per escamots falangistes, visualitzant així la dissolució i tancament del GATCPAC i de MIDVA.

### El local
Aracdesaparegut, era situat a la principal artèria comercial d'alt nivell a Barcelona, al número 99 de Passeig de Gràcia cantonada amb Rosselló, on hi tenia la façana principal. L'interior constava d'un doble espai, un recurs molt emprat pel racionalisme arquitectònic en el que s'inscrivia el GATCPAC, com es pot veure a la Casa Bloc al barri de Sant Andreu a Barcelona, a l'edifici d'habitatges de Via Augusta de Rodríguez Arias, etc. Per aconseguir-ho van rebaixar el nivell de la meitat de la superfície del local i construïren un altell penjat de l'estructura d'acer de l'edifici, ja que el local no tenia suficient alçada, un tret característic dels baixos del Pla Cerdà de l'eixample de Barcelona. Els pilars vistos de fosa, ornamentats i pintats foscos, s'integraren per contrast al disseny de l'interior, caracteritzat per baranes tubulars blanques com les que havia emprat Illescas a la Casa Vilaró, i que actuaven com un reclam visual modern.
El local disposava d'unes cortines mòbils per a poder crear espais flexibles, adaptant-se a les diferents necessitats i ús. El mobiliari, un element més del manifest de la nova estètica, presentava elements i components estandarditzats, generalment de línies rectes i sòbries sense ornamentació. Els materials més freqüents eren el tub metàl·lic cromat, el vidre i la fusta. Entre el mobiliari de fabricants locals i estrangers cal destacar la sèrie de cadires plegables Michael Thonet, els mobles de l'ebenista Josep Ribes i Fort, algunes peces de l'arquitecte Alvar Aalto i els dissenys de Marcel Breuer per Stylclair.
L'espai interior era distribuït de forma que permetés a cada industrial disposar d'una vitrina per exposar els seus productes, bé fossin materials i elements de construcció com aparells elèctrics i mobiliari. A la part del xamfrà que donava a Passeig de Gràcia s'hi trobava l'accés i part de l'aparador, la disposició del qual variava periòdicament. També hi havia un espai destinat a stands, on es mostraven conjunts que representaven parts d'un habitatge real, com habitacions i banys. Aprofitant els espais lliures, s'exposaven les maquetes d'edificis en construcció, fotografies, projectes, etc. dels membres del GATCPAC. Al fons de la planta baixa es trobava un espai privat amb un bar destinat als socis i que permetia atendre les consultes. Finalment, a l'entresòl es localitzava l'espai de reunions, estudi, biblioteca especialitzada, secretaria i la col·lecció de mostres dels industrials.

### Presència a la revista AC
El GATCPAC va fundar una revista pròpia trimestral, anomenada A.C. Documentos de Actividad Contemporánea, que actuava com a òrgan de difusió del grup i del GATEPAC. Se'n van publicar 25 números compresos entre l'any 1931 i el 1937. La redacció era a Barcelona, primer a l'avinguda Pi i Maragall, 99, però a partir del segon número es va traslladar al local del MIDVA. Al segon número de la revista es presentava en portada el local d'aquesta manera “Exposición permanente que el GATEPAC ha inaugurado en Barcelona”, acompanyat d'un fotomuntatge de la imatge de l'aparador, multiplicat per tres una sobre l'altre, i que mostra el rètol sencer: “Construcció i amoblament de la casa contemporània.” A l'interior presenta el local en forma d'article amb el suport d'imatges interiors i els plànols en planta i secció. Al quart número s'anuncia, a la secció de notícies, una conferència al MIDVA duta a terme per l'arquitecte Francesc Folguera i Grassi, sobre les condicions essencials en l'estructura de l'habitació, resistència, protecció contra la intempèrie, sorolls, vibracions, etc. Al 8è número es presenta el mobiliari que es pot comprar a la botiga “Mobiliario Standard tipo GATEPAC” i la col·lecció de cadires plegables Thonet. Tot i que la revista no inclou anuncis del mobiliari del MIDVA fins al 20è número. També es pot destacar la presència regular d'un anunci de pàgina completa amb un silló fet per l'ebenista Josep Ribas i Fort, on es fa referència al local del GATCPAC.